# Гражданский контроль
Гражданский контроль — это наблюдение за деятельностью органов государственной и муниципальной власти, прочих государственных органов и должностных лиц, оценка законности и эффективности этой деятельности, а также принятие правовых мер по пресечению выявленных нарушений прав и свобод человека со стороны указанных органов и должностных лиц. Гражданский контроль как система практик является одной из основных функций гражданского общества.

## Субъекты гражданского контроля
К субъектам гражданского контроля можно отнести:
- граждане Российской Федерации [2](лично);
- некоммерческие организации;
- неправительственные организации;
- средства массовой информации;
- общественные палаты, комиссии и советы (в том числе при органах государственной и муниципальной власти);
- политические партии.

Некоторые авторы причисляют к кругу субъектов гражданского контроля также органы государственной власти и международные организации.

## Гражданский контроль в РФ
Употребляемое в отечественных исследованиях и нормотворческой практике синонимичное понятие «Общественный контроль» является достаточно общим термином, включающим практики социального контроля, допустимые в практической деятельности органов государственной и муниципальной власти.
В Российской Федерации сфера гражданского контроля регламентируется федеральным законом от 21.07.2014 № 212-ФЗ «Об основах общественного контроля в Российской Федерации», где устанавливаются общие формы организации и проведения общественного контроля за деятельностью органов государственной власти, органов местного самоуправления, государственных и муниципальных организаций, иных органов и организаций, осуществляющих в соответствии с федеральными законами отдельные публичные полномочия. Законодательством регламентируется круг субъектов гражданского контроля, к которому относятся:
1. Общественная палата Российской Федерации;
2. общественные палаты субъектов Российской Федерации;
3. общественные палаты (советы) муниципальных образований;
4. общественные советы при федеральных органах исполнительной власти, общественные советы при законодательных (представительных) и исполнительных органах государственной власти субъектов Российской Федерации.

Для осуществления общественного контроля в случаях и порядке, которые предусмотрены законодательством Российской Федерации, могут создаваться:
1. общественные наблюдательные комиссии;
2. общественные инспекции;
3. группы общественного контроля;
4. иные организационные структуры общественного контроля.

Отдельные вопросы реализации практик гражданского контроля в РФ и субъектах РФ регламентируются отраслевым законодательством РФ и законодательством субъектов РФ. Одной из форм гражданского контроля является проведение независимой антикоррупционной экспертизы